# Titanidiops canariensis
Titanidiops canariensis är en spindelart som beskrevs av Jörg Wunderlich 1992. Titanidiops canariensis ingår i släktet Titanidiops och familjen Idiopidae.
Artens utbredningsområde är Kanarieöarna. Inga underarter finns listade i Catalogue of Life.